# Phaeosphaeria juncophila
Phaeosphaeria juncophila är en svampart som beskrevs av Leuchtm. 1984. Phaeosphaeria juncophila ingår i släktet Phaeosphaeria och familjen Phaeosphaeriaceae.   Inga underarter finns listade i Catalogue of Life.